# Amalafrido
Amalafrido (in latino Amalafridas; fl. VII secolo) è stato un principe germanico e generale bizantino, figlio dell'ultimo re turingio Ermanafrido e di sua moglie Amalaberga, figlia di Amalafrida, nipote del re ostrogoto Teodorico il Grande. Tramite sua sorella  Rodelindis fu anche zio materno di Alboino, re dei Longobardi.
Dopo la caduta del trono turingio di Scithingi (l'odierna Burgscheidungen) per mano del re di Metz, Teodorico I, nel 531, Amalaberga fuggì presso il re ostrogoto Teodato, suo fratello, portando con sé Amalafrido e la sorella Rodelindis. Vennero catturati dal generale bizantino Belisario e spediti a Costantinopoli, assieme al re ostrogoto catturato Vitige (o Wittigis).  Giustiniano nominò Amalafrido generale, e diede in moglie la sorella Rodelindis al re longobardo Audoino.
Quando i Longobardi chiesero all'imperatore bizantino Giustiniano aiuto contro i Gepidi, egli inviò un esercito guidato da Giustino e Giustiniano, i figli di Germanico, Aratius e Suartuas (antico re degli Eruli) ed Amalafrido. I primi rimasero ad Ulpiana, Illiria, per decidere su una questione di dottrina tra i cristiani locali. Amalafrido guidò parte dell'esercito romano contro i Gepidi. Dal momento che Audoino mandò alcuni messaggeri da Giustiniano per lamentarsi del poco aiuto ricevuto, si può immaginare che le forze di Amalafrido fossero solo una piccola parte del totale. Nonostante questo Amalafrido ed i Longobardi guidati da Audoino riportarono un'importante vittoria.
Amalafrido ebbe un figlio di nome Artachis ma di lui non si sa nulla.